# Good Food Bad Food – Anleitung für eine bessere Landwirtschaft
Good Food Bad Food – Anleitung für eine bessere Landwirtschaft ist ein französischer Dokumentarfilm von Coline Serreau aus dem Jahr 2010.

## Inhalt
Verschiedene Experten, Biologen und Landwirte äußern ihre Meinung zu Themen wie Optimierung der Böden, Saatgutvielfalt und Erzeugung gesunder Lebensmittel. Die Protagonisten in Serreaus Film kämpfen nach Aussage des Films dagegen, „dass die Erde durch chemische Dünger und Pestizide vergiftet wird, dass das Saatgutangebot durch multinationale Konzerne auf ein Minimum beschränkt und die Bauern durch die Abhängigkeit von diesen Konzernen oft in den Ruin getrieben werden.“

## Entstehung
Die französische Regisseurin hat für diesen Film Menschen auf der ganzen Welt aufgesucht, um mit ihnen Ideen und Lösungen für eine „intelligentere Nutzung der wertvollen Bodenressourcen“ zu diskutieren. Als Experten kommen unter anderem zu Wort: 
- die französischen Mikrobiologen und Agrarökologen Claude und Lydia Bourguignon
- Vandana Shiva, Umweltaktivistin und Trägerin des Right Livelihood Award
- Semjon Spiridonowitsch Antonez, Inhaber des weltgrößten Biobetriebs in der Ukraine
- Philippe Desbrosses, Agronom und promovierter Umweltwissenschaftler

„Es sind schon viele Filme über Katastrophenszenarien gedreht worden, die als warnende Appelle verstanden werden wollten. Sie haben ihre Berechtigung gehabt, doch jetzt ist es an der Zeit, den Blick darauf zu richten, dass es auch Lösungen gibt. Man muss jenen Bauern, Philosophen und Ökonomen Gehör verschaffen, die uns mit ihren Überlegungen nicht nur erklären, wie unser Gesellschaftsmodell in der ökologischen, finanziellen und politischen Krise versinken konnte, die uns allen bekannt ist, sondern die darüber hinaus nach Alternativen suchen und diese auch umsetzen.“

## Rezeption
Peter Gütting von der Kino-Zeit meint dazu unter anderem: „Die Regisseurin fordert dem Zuschauer […] einiges an Aufmerksamkeit ab. So geballt präsentiert sie Fakten und Zahlen, so dicht reiht sie wissenschaftliche Statements und leidenschaftliche Überzeugungen aneinander. Aber wahrscheinlich war Coline Serreau derart fasziniert von der Eloquenz und den Beweisführungsketten ihrer Gesprächpartner, dass sie dem Zuschauer die ganze Komplexität der Argumente nicht vorenthalten wollte. […] Ob man gutes oder schlechtes Essen auf den Teller bekommt, geht schließlich jeden etwas an.“
Im Moviepilot heißt es: „Die französische Regisseurin Coline Serreau zeigt in ihrem neuen Dokumentarfilm Menschen, die dagegen kämpfen, dass unsere Böden durch chemische Dünger und Pestizide vergiftet werden. Und die sich dagegen wehren, dass nur wenige skrupellose Konzerne weltweit das Saatgutangebot kontrollieren und die Bauern erpressen.“
Jürgen Dollase erkennt in der FAZ „Sektiererische Prophezeiungen eines nahenden Weltunterganges“ im Film, in dem es „aggressiv, einseitig und zuweilen sogar männerfeindlich“ zugehe. Die Regisseurin mache es sich schlicht zu leicht.